# Брашир, Карл Макси
Карл Макси Брашир (англ. Carl Maxie Brashear; 19 января 1931 — 25 июля 2006) — американский военный водолаз, первый афроамериканец среди выпускников военно-морской школы водолазов и спасателей. В 2000 году о жизни и службе Брашира был снят фильм «Военный ныряльщик» с Кьюбой Гудингом-младшим в главной роли.

## Биография

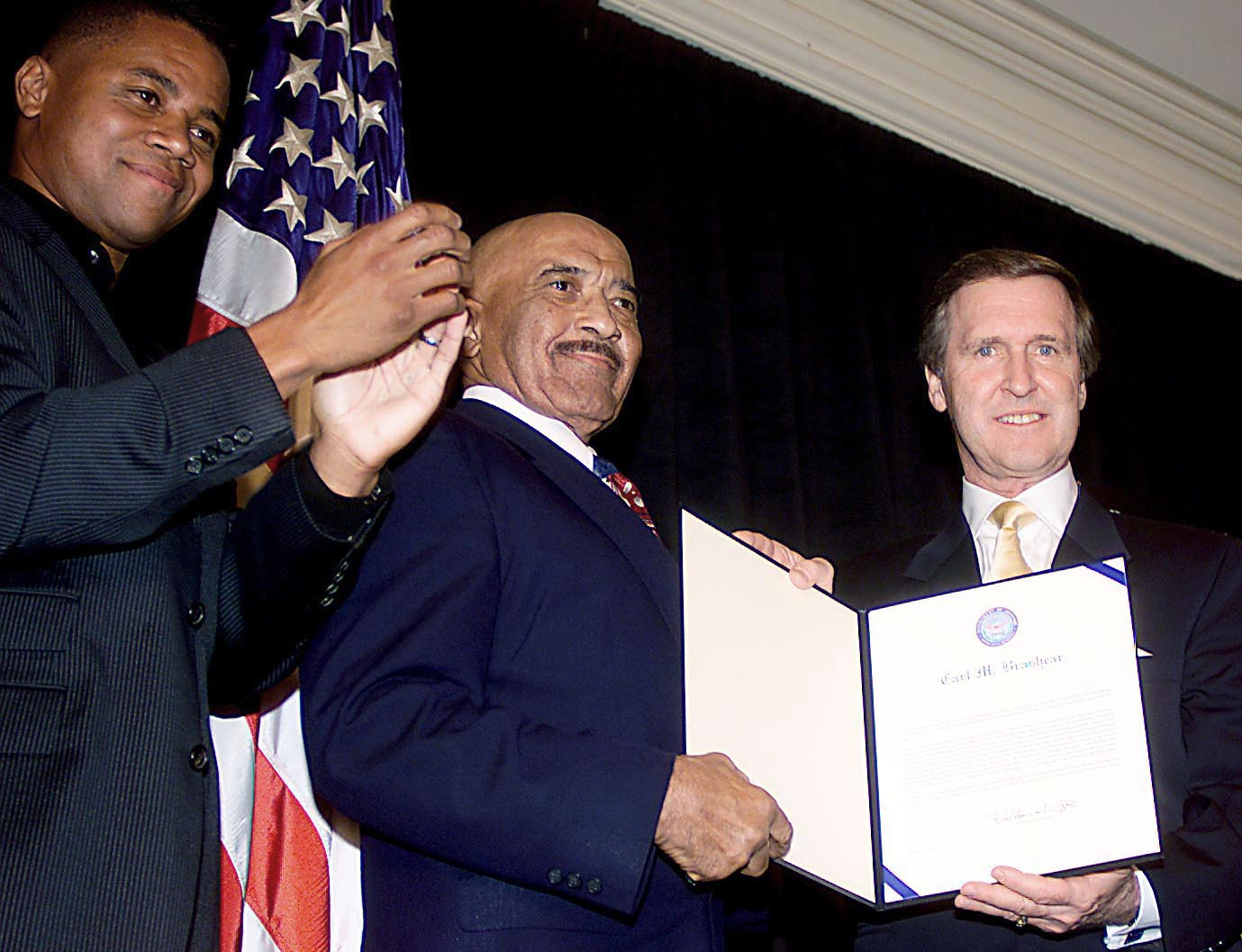
Слева направо: актёр Кьюба Гудинг-мл., исполнивший роль Брашира в фильме «Военный ныряльщик», Карл Брашир и министр обороны Уильям Коэн, наградивший Брашира.

Брашир родился в 1931 в Тоневилле, округе Лару, штат Кентукки, в семье издольщиков МакДональда и Гонсалы Брашир. Он окончил школу Соноры в г. Сонора, штат Кентукки, где учился с 1937 по 1946 годы. Сначала Брашир пытался вступить в армию, но в итоге встретил более тёплый приём на флоте. 25 февраля 1948 года Брашир вступил в ряды военно-морских сил США, вскоре после их десегрегации, проведённой президентом Гарри Трумэном.. В 1954 году он окончил военно-морскую школу водолазов и спасателей, став сертифицированным военно-морским водолазом. Хотя он и не был первым афроамериканцем-водолазом (известны имена троих афроамериканцев-водолазов в ходе Второй мировой войны), но он стал первым афроамериканским-водолазом выпускником военно-морской школы водолазов и спасателей. Он также стал первым потерявшим ногу и после этого пересертифицированным военно-морским водолазом.
В январе 1966 года произошёл инцидент у Паломареса, на побережье Испании. Бомбардировщик B-52G Stratofortress стратегического командования ВВС США во время воздушной заправки столкнулся с воздушным танкером KC-135 и был вынужден произвести аварийный сброс ядерной бомбы B28 в море. Карл Брашир был в это время на борту американского корабля Hoist (ARS-40), получившего приказ найти и поднять потерянную бомбу. Боеголовка была найдена после 2,5 месяцев поисков. 23 марта 1966 года в ходе операции по подъёму бомбы при аварии подъёмника труба ударила Брашира по ноге ниже колена, его нога была почти отсечена. Он был отправлен на воздушную базу в Торрехоне (Испания), оттуда перевезён в Висбаден (Германия) и затем в военно-морской госпиталь в Портсмуте (США, штат Вирджиния). Страдая от постоянных инфекций и некроза, осознавая, что его ждут годы лечения и реабилитации, Брашир убедил докторов ампутировать нижнюю часть ноги.
Брашир оставался в госпитале Портсмута с мая 1966 по март 1967 года, выздоравливая и восстанавливаясь после ампутации. С марта 1967 по март 1968 года старший шеф-сержант Брашир получил назначение во второй портовый отряд водолазной школы, чтобы приготовиться к возвращению на службу. В апреле 1968 года, после долгих трудов, он стал первым инвалидом с ампутированной конечностью, заново сертифицированным для водолазных работ. В 1970 году он стал первым чернокожим водолазом-мастером флота, после чего прослужил ещё 9 лет, получив в 1971 году ранг мастера-шефа помощника боцмана. Подчинённые запомнили выражения Брашира: «Не стыдно упасть, стыдно не подняться» и «Я не позволю никому украсть мою мечту».
В апреле 1979 года Брашир ушёл в отставку в ранге мастера-шефа старшины (E-9) и мастера-водолаза. Затем он служил как вольнонаёмный правительства на военно-морской базе Норфолк, штат Вирджиния, в 1993 году окончательно расстался с военной службой в ранге GS-11.
Брашир был женат и разводился три раза: на Жюнетте Вилкоксон (1952—1978), Хатти Р. Элам (1980—1983) и Жаннетте А. Брундаж (1985—1987). У него было четверо детей: Шазанта (1955—1996), ДаУэйн, Филипп и Патрик. Внучатый племянник Брашира, Дональд Брашир (род. 1972) стал игроком хоккейной команды New York Rangers.
Карл Брашир скончался 25 июля 2006 года в том же военно-морском госпитале в Портсмуте, где проходил лечение от ОРЗ. Причиной смерти стал сердечный приступ. Он был похоронен в Woodlawn Memorial Gardens, Вирджиния.

## Память
После его смерти его сыновья ДаУэйн и Филипп учредили фонд Карла Брашира.
За свою 45-летнюю военную и гражданскую службу правительству Брашир получил медаль за выдающуюся общественную службу министра обороны из рук министра обороны Уильяма Коэна.
В ноябре 2000 года состоялась премьера художественного фильма «Военный ныряльщик» (оригинальное название - Men of Honor («Люди чести»)) посвященного жизни Карла Брашира.
24 октября 2007 года пожарное управление Newport News назвало 33-футовый быстроходный пожарный катер именем Карла Брашира. Катер предназначен для их собственной водолазно-морской спасательной команды.
18 сентября 2008 года сухогруз T-AKE-7 класса Lewis and Clark был назван в честь Карла Брашира. Компания General Dynamics поставила снаряжённое судно флоту 4 марта 2009 года. 21 февраля 2009 года научный и морской музей в пригороде Норфолка, штат Вирджиния, открыл новую выставку под названием «Мечта нырять. Жизнь водолаза-мастера Карла Брашира». Эта была первая полноразмерная музейная выставка, посвящённая Браширу.

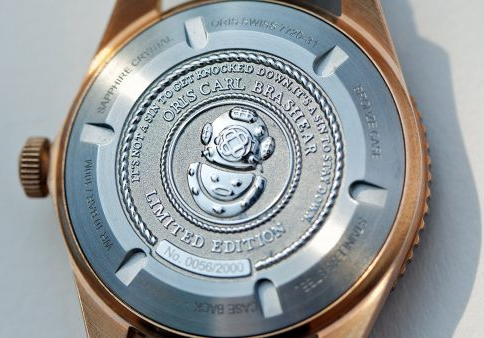
Задняя крышка часов Oris Carl Brashear Limited Edition

В 2018 году швейцарская компания Oris выпустила лимитированную серию часов "Oris Carl Brashear Limited Edition", стилизованные под бронзовый водолазный костюм.

## Награды
|  |  |  |

|                                                                                       |  |  |
| Серебряная звезда за службу · Бронзовая звезда за службу · Бронзовая звезда за службу |  |  |
| Бронзовая звезда за службу                                                            |  |  |
|                                                                                       |  |  |

| Медаль ВМФ и Корпуса морской пехоты                                                        | Медаль ВМФ и Корпуса морской пехоты                                                        | Медаль ВМФ и Корпуса морской пехоты             | Похвальная медаль                               | Похвальная медаль                          | Похвальная медаль                          |
| en:Navy and Marine Corps Achievement Medal                                                 | en:Navy and Marine Corps Achievement Medal                                                 | Президентская благодарность подразделению (ВМС) | Президентская благодарность подразделению (ВМС) | Благодарность части Военно-морского флота  | Благодарность части Военно-морского флота  |
| Медаль «За безупречную службу» (с одной серебряной и двумя бронзовыми служебными звёздами) | Медаль «За безупречную службу» (с одной серебряной и двумя бронзовыми служебными звёздами) | Медаль «За службу в Китае» (США)                | Медаль «За службу в Китае» (США)                | Медаль «За оккупационную службу» (ВМС США) | Медаль «За оккупационную службу» (ВМС США) |
| Медаль за службу национальной обороне с одной звездой                                      | Медаль за службу национальной обороне с одной звездой                                      | Медаль «За службу в Корее»                      | Медаль «За службу в Корее»                      | Медаль экспедиционных вооружённых сил      |                                            |
| Secretary of Defense Medal for Outstanding Public Service                                  | Secretary of Defense Medal for Outstanding Public Service                                  | Медаль «За службу ООН в Корее»                  | Медаль «За службу ООН в Корее»                  | Медаль «За службу на Корейской войне»      | Медаль «За службу на Корейской войне»      |